# Cappella Paolina (Quirinale)
La cappella dei Santi Pietro e Paolo, più conosciuta con il nome di cappella Paolina, derivato da papa Paolo V, che la fece progettare, costruire ed affrescare, è una cappella del Palazzo del Quirinale a Roma.

## Storia
Con il grande impulso di costruzione che diede papa Paolo V alla città di Roma ed al palazzo apostolico del Quirinale, si rese necessaria la creazione di una nuova cappella papale dove il pontefice potesse officiare in presenza della corte pontificia. Il progetto, affidato a Carlo Maderno, venne costruito a partire dal 1615 e terminata nello stesso anno con la realizzazione della decorazione. L'intento di Paolo V era di realizzare una cappella che avesse le medesime dimensioni e la medesima disposizione interna della Cappella Sistina in Vaticano, così da consentire di riproporre anche al Quirinale lo stesso cerimoniale utilizzato anche nella cappella michelangiolesca.
Il pavimento, realizzato con marmi policromi, riprende lo splendore del soffitto, decorato con una volta a spicchi con stucchi dorati realizzati ad opera di Martino Ferrabosco. Sulla parete di destra si trova un grande balcone in marmo bianco risalente al Seicento che un tempo ospitava il coro per le messe cantate. Sull'altare maggiore si trova un arazzo realizzato nel 1817 dalla famosa manifattura parigina dei Gobelins raffigurante "L’ultima predica di Santo Stefano". L'anno successivo fu proprio papa Pio VII a volere la ridecorazione delle pareti della cappella con affreschi monocromi consistenti in lesene scanalate e nicchie ospitanti le figure di Apostoli e degli Evangelisti.
A partire dal 1823 la Paolina fu utilizzata quattro volte consecutive come sede del conclave. Il primo papa eletto qui fu Leone XII, l'ultimo Pio IX, che dopo la Presa di Roma del 20 settembre 1870 dovette lasciare il palazzo ai funzionari di Vittorio Emanuele II, primo re d'Italia.
Sotto il dominio dei Savoia, la cappella venne convertita in cappella palatina e qui vennero infatti celebrate, nel 1930, le nozze tra Umberto II e la principessa Maria José del Belgio.
La cappella attualmente è luogo di culto della Diocesi di Roma, officiata specialmente a Natale e Pasqua dal Cardinale Vicario , posta sotto la giurisdizione canonica della Parrocchia competente per territorio .
Ogni domenica, in concomitanza con l'apertura delle sale del Quirinale, la Cappella Paolina ospita una serie di concerti aperti al pubblico.